# زهرا دولت‌آبادی
زهرا دولت آبادی (به انگلیسی: Zahra Dowlatabadi) یک فیلمساز ایرانی است. 
وی مدرک کارشناسی ارشد خود را از دانشگاه کالیفرنیای جنوبی در رشته مطالعات فیلم در سال ۱۹۸۶ دریافت کرد. 
آخرین کارهایی دولت آبادی به عنوان نویسنده و کارگردان مستند کوتاه با نام اشکانی (۲۰۱۶) و پیش از آن او تهیه‌کننده اجرایی مستند با عنوان "بانوی گل سرخ" (۲۰۰۸) بود که توسط مجتبی میرطهماسب به نویسندگی، تهیه و کارگردانی رسیده‌بود. 
در سال ۱۹۹۶ دولت آبادی برای اولین بار به عنوان مدیر تولید شروع به کار کرد و بعداً به عنوان تهیه‌کننده همکار در کمپانی وارنر برادرز انیمیشن ارتقا یافت. 